# 이석훈 (가수)
이석훈(李碩薰, 1984년 2월 21일 ~ )은 대한민국 남성 3인조 그룹 SG 워너비의 서브보컬이다. 2008년 4월 멤버 채동하가 SG 워너비를 탈퇴한 후 엠넷미디어의 오디션에 참여하여 500:1의 경쟁률을 뚫고 선발되었다.

## 학력
- 인천만월초등학교 (1996년 졸업)
- 관교중학교 (1999년 졸업)
- 동인천고등학교 (2002년 졸업)
- 동아방송예술대학교 영상음악학과 전문학사
- 청운대학교 방송음악학과 학사
- 경희대학교 언론정보대학원 석사과정

## 음반

### EP
- 2010년 5월 24일 : 미니 1집 《인사》
- 2012년 10월 4일 : 미니 2집 《다른 안녕》
- 2017년 6월 15일 : 미니 3집 《you&yours》
- 2023년 10월 16일 : 미니 4집 《무제(無題)》

### 정규
- 2022년 3월 24일 : 정규 1집 《같은 자리》

### 기타
- 2006년 11월 7일 : SBS 드라마 스페셜 《연인》 O.S.T - 《거짓말》
- 2009년 2월 5일 : 〈SG 워너비 & 숙희〉 - 《웃으며 안녕》 (Digital Single)
- 2009년 9월 15일 : 줄라이 프로젝트(July Project) 〈Bridge〉 - 《비결》, 《나눔의 미학》 피쳐링
- 2009년 11월 24일 : 〈그리운 얼굴 - Telecinema Project Vol.4〉 - 《그리운 얼굴》
- 2010년 3월 4일 : 〈조영수 All Star 2.5〉 - 《사랑합니다》 with V.O.S
- 2011년 4월 20일 : KBS 2TV 수목드라마 《가시나무새》 O.S.T - 《우리 여기까지 하자》 with 베이지, 《너란 사람》
- 2011년 5월 27일 : 가비엔제이 미니앨범 〈가비효과〉 - 《Everyday》 뮤직비디오 출연
- 2011년 6월 2일 : XTM 《주먹이 운다》 O.S.T - 《고백》
- 2011년 6월 27일 : 민경훈 2집 〈소풍〉 - 《어떡하죠 난》 피쳐링
- 2012년 6월 14일 : Y.BIRD from Jellyfish Island - 《연애의 시작》
- 2012년 12월 6일 : Jelly Christmas 2012 HEART PROJECT - 《크리스마스니까》 with 성시경, 박효신, 서인국, 빅스
- 2012년 12월 12일 : MBC 수목 미니시리즈 《보고싶다》 O.S.T - 《사랑하면 안돼요》
- 2013년 1월 18일 : 스페셜 앨범 〈친구 아닌 남자로〉
- 2013년 4월 15일 : 〈황성제 Project 슈퍼히어로 1st Line Up〉 - 《연인》
- 2013년 5월 24일 : 〈오늘은 어제보다 괜찮았지〉

## 가수 외 활동

### 방송
- 2009년 MBC 《우리 결혼했어요》 출연
- 2010년 MBC 《환상의 짝꿍 - 사랑의교실》- 게스트
- 2010년 MBC 《게스트》
- 2010년, 2011년 KBS2《스쿨 버라이어티 백점만점》 출연
- 2011년 MBC 설특집 《두근두근 사랑의 스튜디오》 출연
- 2011년 SBS 파워FM 《이석훈의 텐텐클럽》 DJ (2011년 4월 4일 ~ 2012년 4월 29일)
- 2012년 MBC MUSIC 《Be My Singer 작곡왕》 MC
- 2012년 JTBC 《닥터의 승부》 출연
- 2011년,2012년 MBC 《세바퀴》- 게스트
- 2013년 국방FM 《충성! My Friend 이석훈입니다》 DJ (2013년 4월 1일 ~ 2013년 7월 4일)
- 2015년 MBC 《미스터리 음악쇼 복면가왕》 - 십오야 밝은 둥근 달
- 2015년 JTBC 《히든싱어 4》출연
- 2016년 MBC FM4U 《테이의 꿈꾸는 라디오》- 게스트
- 2016년 JTBC《투유 프로젝트 - 슈가맨》 - 게스트
- 2016년 MBC 《듀엣가요제》- 게스트
- 2016년 MBC 《미래일기》- 게스트
- 2017년 M.net 《PRODUCE 101 시즌2》
- 2017년 EBS FM 《EBS FM 라디오 일요 주간 경청》 (2017년 10월 22일) ... (게스트)
- 2017년 MBC 《황금어장 라디오스타》
- 2017년 MBC 《오빠생각》- 게스트
- 2017년 ~ 2018년 MBC 《해피투게더 시즌3》 - 게스트
- 2017년 tvN 《수상한 가족》- 게스트
- 2018년 SBS 《영재 발굴단》- 게스트
- 2018년 KBS2 《해피투게더 시즌4》- 게스트
- 2018년 MBC FM4U 《굿모닝FM》 DJ (2018년 3월 5일 ~ 2018년 4월 8일)
- 2018년 MBC 《뜻밖의 Q》- 게스트
- 2019년 M.net 《PRODUCE X 101》
- 2019년 MBC 《미스터리 음악쇼 복면가왕》 - 111~116대 가왕 나의 살던 고향은 만화방 만찢남
- 2019년 채널A 《보컬플레이:캠퍼스 뮤직 올림피아드》
- 2019년 Olive 《아소다:아이돌 소셜 다이닝》 MC
- 2019년 KBS2 《해피투게더 시즌4》- 게스트
- 2019년 MBC every1 《대한외국인》- 게스트
- 2020년 KBS2 《옥탑방의 문제아들》
- 2020년 Mnet 《내안의발라드》 - 게스트
- 2020년 SBS 《박장데소》
- 2020년 MBN 《미쓰백》- 게스트
- 2021년 SBS Plus  《언니한테 말해도되》- 게스트
- 2021년 TV조선 《사랑의 콜센타》- 게스트
- 2021년 MBC 《놀면 뭐하니》- 게스트
- 2021년 SBS 《티키타카》- 게스트
- 2021년 MBC 표준FM 《원더풀 라디오 이석훈입니다》 DJ (2021년 5월 31일 ~ 2022년 3월 25일)
- 2021년 MBC 《황금어장 라디오스타》- 게스트
- 2021년 TVN 《유 퀴즈 온 더 블럭》- 게스트
- 2021년 tvN 《우도주막》- 게스트
- 2021년 tvN 《도레미 마켓》- 게스트
- 2022년 MBC FM4U《이석훈의 브런치카페》DJ (2022년 3월 28일 ~ 2025년 5월 25일)
- 2022년 JTBC 《아는 형님》 - 게스트
- 2022년 채널S 《다시 갈 지도》- 진행 (배우 김지석의 후임으로 합류)
- 2022년,2023년  MBC 《전지적 참견 시점》- 게스트
- 2023년 MBC 《구해줘! 홈즈》- 게스트
- 2023년 Mnet 《보이즈 플래닛》
- 2023년 SBS 《꼬리에 꼬리를 무는 그날 이야기》- 게스트
- 2023년 MBC 《솔로동창회 학연》 -공동 진행
- 2024년 tvN 《줄 서는 식당 시즌2》
- 2024년 SBS 《신발 벗고 돌싱포맨》 - 게스트
- 2024년 SBS 《강심장VS》 - 게스트
- 2024년 MBC 《어린이에게 새생명을》 - 게스트

### 뮤지컬
- 2018년 뮤지컬 킹키부츠 ‘찰리’역 (2018년 1월 31일 ~ 2018년 4월 1일)
- 2018년~2019년 뮤지컬 광화문연가 ‘월하’역 (2018년 11월 2일 ~ 2019년 3월 23일)지방공연포함
- 2020년 뮤지컬 웃는남자 ‘그윈플렌’역 (2020년 1월 9일 ~ 2020년 3월 1일)
- 2020년 뮤지컬 킹키부츠 ‘찰리’역 (2020년 8월 21일 ~ 2020년 11월 1일)
- 2021년 뮤지컬 마리앙투아네트 '악셀 폰 페르젠'역(2021년 7월 13일 ~ 2021년 9월 15일)
- 2021년 ~ 2022년 뮤지컬 젠틀맨스 가이드: 사랑과 살인편 ‘몬티 나바로’역 (2021년 11월 14일 ~ 2022년 3월 19일) 지방공연포함
- 2022년 뮤지컬 킹키부츠 ‘찰리’역 (2022년 7월 20일 ~ 현재)

## 수상
- 2022년 MBC 방송연예대상 라디오부문 신인상 (이석훈의 브런치카페)
- 2023년 MBC 방송연예대상 라디오 부문 남자 우수상 이석훈의 브런치카페
- 2023년 한터뮤직 어워즈 특별상 (발라드)